# Église Saint-Félix de Bayssan
L'église Saint-Félix de Bayssan est une église romane désacralisée située à Béziers dans le département français de l'Hérault en région Occitanie.
Elle est aujourd'hui utilisée comme espace de théâtre ou de concert par le Théâtre sortieOuest installé au domaine de Bayssan.

## Localisation
L'église se dresse au domaine de Bayssan, au sud de Béziers, non loin de la route départementale D 66 qui relie Maureilhan à Valras-Plage.

## Historique
L'église Saint-Félix est mentionnée dans le cartulaire de Béziers entre 1118 et 1129.
Connue sous le nom de ecclesia San Felici de Baxano, elle dépendait du chapitre Saint-Nazaire de Béziers.